# João José de Santa Clara
João José de Santa Clara (morto em 18 de fevereiro de 1834), foi um general miguelista morto na Batalha de Almoster, quando carregava o inimigo à frente das suas tropas. A julgar pelo que afirma o historiador liberal Luz Soriano (in História da Guerra Civil...), tratava-se de um oficial de grande prestígio, muito admirado pela sua bravura, o que fez com que a sua morte provocasse grande consternação nas hostes miguelistas.